# Metropolregion Milwaukee

Lage der Metropolregion Milwaukee in Wisconsin

Die Metropolregion Milwaukee (auch als Metro Milwaukee oder Greater Milwaukee bekannt) ist eine Metropolregion im Südosten von Wisconsin. Zentrum und Kernstadt ist Milwaukee und dessen unmittelbares urbanes Umland (Agglomeration). Die Metropolregion umfasst fünf Countys: Milwaukee County, Ozaukee County, Racine County, Washington County und Waukesha County.
Die Region wird vom Office of Management and Budget zu statistischen Zwecken als Milwaukee–Waukesha, WI Metropolitan Statistical Area geführt.

## Bevölkerung
Die Einwohnerzahl stieg von 1.691.572 Einwohnern im Jahre 2000 auf 1.751.316 Einwohner im Jahre 2010, sank dann jedoch auf 1.574.731 Einwohner im Jahre 2020.

## Nachbarregionen
Die Metropolregion Milwaukee schließt sich unmittelbar nördlich an die  Metropolregion Chicago an. Diese liegt überwiegend im benachbarten Illinois, umfasst aber in ihrem nördlichsten Teil auch das in Wisconsin liegende Kenosha County.
Die Metropolregion Milwaukee zieht auch Pendler aus anderen Gebieten wie dem Gebiet um Madison im Westen, Chicago im Süden und Green Bay im Norden.

## Countys
Die Metropolregion Milwaukee umfasst fünf Countys:
| Name                     | Zensus 2000 | Zensus 2010 | Änderung |
| ------------------------ | ----------- | ----------- | -------- |
| Milwaukee County         | 940.164     | 947.735     | 0,8 %    |
| Ozaukee County           | 82.317      | 86.395      | 5,0 %    |
| Racine County            | 188.831     | 195.408     | 3,5 %    |
| Washington County        | 117.493     | 131.887     | 12,3 %   |
| Waukesha County          | 360.767     | 389.891     | 8,1 %    |
| Metropolregion Milwaukee | 1.689.572   | 1.751.316   | 3,7 %    |

## Städte und Gemeinden
Kernstädte
- Milwaukee
- Waukesha

Größere Städte
- Racine
- West Allis

### Städte und Gemeinden der Metropolregion mit mehr als 10.000 Einwohnern
| - Brookfield - Brown Deer - Burlington - Caledonia - Cedarburg | - Cudahy - Franklin - Germantown - Glendale - Grafton | - Greendale - Greenfield - Hartford - Menomonee Falls - Mequon | - Mount Pleasant - Muskego - New Berlin - Oak Creek - Oconomowoc | - Pewaukee - Port Washington - Richfield - Shorewood - South Milwaukee | - Wauwatosa - West Bend - Whitefish Bay |

### Weitere Städte und Gemeinden
| - Bayside - Belgium - Big Bend - Bohners Lake - Browns Lake - Butler - Chenequa - Delafield | - Dousman - Eagle - Eagle Lake - Elm Grove - Elmwood Park - Fox Point - Fredonia - Hales Corners | - Hartland - Jackson - Kewaskum - Lac La Belle - Lannon - Merton - Mukwonago - Nashotah | - Newburg - North Bay - North Prairie - Oconomowoc Lake - Okauchee Lake - Pewaukee - River Hills - Rochester | - Saukville - Slinger - St. Francis - Sturtevant - Sussex - Thiensville - Union Grove - Wales | - Waterford - West Milwaukee - Wind Lake - Wind Point |